# Astragalus belgheisicoides
Astragalus belgheisicoides es una especie de planta del género Astragalus, de la familia de las leguminosas, orden Fabales.
Fue descrita científicamente por Podlech & Maassoumi.